# Elizabeth Robson
Elizabeth Robson ou Elizabeth Stephenson (25 juin 1771 - 11 décembre 1843) est une ministre quaker britannique. Elle voyage pour prêcher, dont près de quatre ans en Amérique où elle participe à plus de 1 000 réunions.

## Biographie
Robson est né à Bridlington, Yorkshire de l'Est en 1771. Elle est la fille Elizabeth Mair et Isaac Stephenson. Son père est un maître marinier et il a déjà été marié deux fois. Ses deux parents sont quakers et ils l'envoient à l'école Ackworth (en) dirigée par les quakers à Wakefield .
Au moment de son mariage en 1796, ses parents sont morts et elle vit avec son frère Isaac. Elle a épousé Thomas Robson et en quatre ans, elle est reconnue comme ministre quaker. Pendant leur mariage, ils ont six enfants, mais ils ont également passé du temps séparés pendant qu'Elizabeth voyageait pour prêcher . Elle et son frère Isaac, qui est meunier, sont acceptés comme ministres en 1810. En 1811, Thomas et Elizabeth construisent une nouvelle maison à Sunderland .
Une grande expédition a lieu en Irlande en 1813 qu'elle termine en compagnie de son frère. Trois ans plus tard, elle entreprend une tournée continentale avec William Allen, Charlotte Allen et Elizabeth Fry. Ils visitent la Hollande, l'Allemagne et la Suisse .
Plusieurs femmes sont des prédicatrices itinérantes, mais Robson est reconnue comme l'une des principales. Au cours de sa tournée en Amérique pendant près de quatre ans, elle visite 1 134 réunions, elle parcourt plus de 18 000 milles et elle visite 3 592 familles . Robson prêche la vision orthodoxe Quaker distincte du groupe Hicksite qui provoque un schisme au sein de la Société des Amis. La prédicatrice américaine Hicksite, Sarah Cadwallader, visite tous les lieux de rencontre des quakers en Amérique .

## Mort et héritage
Robson est décédée à West Derby en 1843  et son mari vit à Huddersfield jusqu'en 1852 . Son fils, Isaac, né en 1800, est un homme d'affaires prospère qui, en 1844, suit sa mère en devenant ministre quaker. Isaac aussi voyage à l'étranger pour prêcher .
Certains de ses dossiers sont conservés par les Quakers  et une partie de sa correspondance est conservée aux Archives nationales du Royaume-Uni .